# Cornalba
Cornalba település Olaszországban, Lombardia régióban, Bergamo megyében. Lakosainak száma 304 fő (2023. január 1.). Cornalba Oltre il Colle, Serina, Costa Serina, Oneta, Gazzaniga és Vertova községekkel határos.

## Népesség
A település lakossága az elmúlt években az alábbi módon változott:
| Lakosok száma | 309  | 305  | 304  |
|               | 2017 | 2018 | 2023 |